# Gary Bettman
Gary Bruce Bettman (Nueva York, 2 de junio de 1952) es un gestor deportivo estadounidense y comisionado de la National Hockey League (NHL) desde el 1 de febrero de 1993. Anteriormente ha sido vicepresidente y consejero delegado de la National Basketball Association (NBA) entre 1984 y 1992.

## Biografía
Natural de Queens, Nueva York, es licenciado en relaciones industriales por la Universidad Cornell y posgrado juris doctor por la Escuela de Derecho de la Universidad de Nueva York. Antes de dedicarse a la gestión deportiva estuvo ejerciendo la abogacía en el bufete de Proskauer Rose Goetz & Mendelsohn.
Está casado con Shelli Bettman y tiene tres hijos. Reside en Saddle River, Nueva Jersey. Su hermanastro Jeffrey Pollack es también gestor deportivo y ha sido presidente de la XFL entre 2018 y 2021.

### National Basketball League (NBA)
En 1981 comenzó a trabajar en el gabinete jurídico de la National Basketball Association y fue ascendiendo en el escalafón hasta asumir como vicepresidente y consejero delegado en 1984.Su mayor contribución a la liga de baloncesto fue el diseño de la normativa de límite salarial en 1983, con la que se pretendía equilibrar las plantillas y conseguir una liga más competitiva; se implementó a partir de la temporada 1984-85 y se considera que ayudó a revitalizar el campeonato.

### National Hockey League (NHL)
En 1992, los clubes de la National Hockey League eligieron a Bettman como el primer comisionado de la liga, con vistas a expandir el hockey sobre hielo en Estados Unidos y reducir la conflictividad laboral.
Una de las primeras medidas de Bettman fue impulsar traslados de franquicias en mercados pequeños de afición consolidada —principalmente Canadá y el norte de EE. UU.— a otros del sur y del suroeste que no contaban con un equipo: los Minnesota North Stars a Dallas (1993), los Quebec Nordiques a Denver (1995), los Winnipeg Jets a Phoenix (1996) y los Hartford Whalers a Carolina del Norte (1997). Esta medida también se aplicó a las franquicias de expansión: Nashville Predators (1998), Atlanta Thrashers (1999), Minnesota Wild (2000) y Columbus Blue Jackets (2000). En la década de 2010 hubo un segundo plan de expansión a mercados con mayor afición potencial que incrementó la participación a 32 franquicias.
En términos generales, el modelo de expansión impulsó el hockey sobre hielo en el sur de Estados Unidos pero con resultados desiguales: mientras algunas franquicias se consolidaron, otras acabaron trasladándose. Por otra parte, los aficionados de Canadá y los estados del norte consideran que esta práctica ha perjudicado a los mercados más tradicionales. Otras medidas tomadas por Bettman para atraer al público fueron la firma de nuevos contratos de televisión, la cesión de jugadores para disputar los Juegos Olímpicos de Invierno, y la celebración de partidos especiales como el NHL Winter Classic —en estadios al aire libre con gran capacidad— y varias giras por Europa.
Cuando Bettman asumió el cargo muchos equipos de Canadá atravesaban problemas económicos por la devaluación del dólar canadiense, ya que en la NHL los salarios se pagan en dólares estadounidenses. Aunque Bettman defendió el traslado de Quebec y Winnipeg, los dos mercados más pequeños del país, también impulsó un reparto de ingresos para no perjudicar a los cuatro clubes canadienses más modestos —Calgary, Edmonton, Ottawa y Vancouver—, aportado por el resto de participantes de la NHL hasta principios de la década del 2000. Winnipeg volvió a contar con una franquicia profesional en 2011.
Respecto a la conflictividad laboral, Bettman ha asumido varias disputas entre la Asociación de Jugadores (NHLPA) y las franquicias de la NHL. Durante su mandato la liga logró establecer un límite salarial y mayor control financiero de los clubes, pero ha tenido que enfrentar tres huelgas generales. La primera de ellas, en la temporada 1994-95, duró 104 días y quedó resuelta con un nuevo convenio colectivo sin techo de gasto. No obstante, el coste salarial seguía disparado y cuando la NHL registró pérdidas en 2003, aprovechó la caducidad del convenio para asumir un modelo más restrictivo. Todo ello condujo a una segunda huelga que obligó a suspender toda la temporada 2004-05 por el desacuerdo entre ambas partes. Al final la NHLPA aceptó un convenio que establecía límites salariales. Ambas partes volvieron a enfrentarse cuando tocaba renovarlo en 2012, con una tercera huelga que forzó un paro parcial de la temporada 2012-13.
En 2018 fue nombrado miembro del Salón de la Fama del Hockey sobre Hielo.